# Enicospilus rufinervis
Enicospilus rufinervis là một loài tò vò trong họ Ichneumonidae.